# Las dos hermanas
Las dos hermanas (en francés, Les deux soeurs), también conocida como Las hermanas del artista, es considerada la obra maestra del pintor francés Teodoro Chassériau. Está realizado en óleo sobre lienzo. Fue pintado en 1843. Mide 180 cm de alto y 135 cm de ancho. Se exhibe actualmente en el Museo del Louvre de París.
Teodoro Chassériau pinta en este lienzo a sus dos hermanas, quienes ya en otras ocasiones le sirvieron de modelo. La de la izquierda, que lleva una exuberante rosa en la cintura, es su hermana mayor, Adèle, y la de la derecha es Aline. Se apoyan la una a la otra.
Adèle era doce años mayor que Aline, pero en el cuadro no se aprecia la diferencia de edad entre ellas. Las dos presentan un cabello oscuro, fino y de suave brillantez, con raya al medio y recogido en un moño. Dejan al descubierto la piel del rostro, el busto, los antebrazos y las manos, es una piel fina y blanca. Llevan vestido y joyas similares, en tonos rosas y marrones. Sus dos figuras, delineadas en negro, destacan respecto al fondo. 
Aunque de formación clásica bajo Ingres, Chassériau no puede evitar asumir el fuego pasional de Delacroix, lo que se evidencia en este caso en el fuerte colorido de la obra. Usa colores casi violentos, especialmente en los mantones en que se envuelven, de un rojo vivo con orlas de múltiples colores.
Este cuadro se considera un profundo estudio de psicología. Se trata de una obra de finales del primer período de su obra artística, en el que el realismo clásico de las formas, aprendido de Ingres, predomina la influencia de Delacroix.